# Fur (Volk)

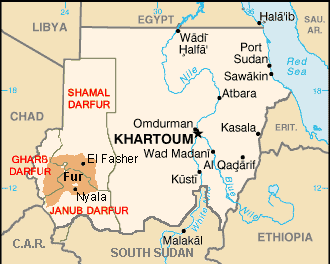
Karte des Gebietes der Fur

Die Fur (Fur: fòòrà, arabisch فور, DMG Fūr) sind ein schwarzafrikanisches Volk in der Region Darfur in Sudan.
Die Lebensgrundlage der sesshaften Fur ist der Hirse-Anbau. Ihre Gesellschaft ist sehr traditionell aufgebaut und wird geführt von Dorfältesten. Sie sprechen ihre eigene Sprache, das Fur, das zu den Nilo-saharanischen Sprachen gehört, und haben den islamischen Glauben schon vor mehreren hundert Jahren angenommen.
Ursprünglich war die bergige Region um den Dschebel Sî und den Berg Marra Siedlungsgebiet der Fur, heutzutage leben die meisten Fur in den tiefergelegenen Ländereien westlich und südwestlich dieser Region. Einige Fur haben sich auch im Tschad angesiedelt.
Die Lebensweise der Fur führte zu Auseinandersetzungen mit den nomadisch-lebenden Baggara um den fruchtbaren Boden des Marra-Plateaus. Diese Auseinandersetzungen führten, unter anderem, zum Konflikt in Darfur.